# Anthotocus cribriceps
Anthotocus cribriceps är en skalbaggsart som beskrevs av Lea 1919. Anthotocus cribriceps ingår i släktet Anthotocus och familjen Melolonthidae. Inga underarter finns listade i Catalogue of Life.